# Грін-Оукс (Іллінойс)
Грін-Оукс (англ. Green Oaks) — селище (англ. village) в США, в окрузі Лейк штату Іллінойс. Населення — 4128 осіб (2020).

## Географія
Грін-Оукс розташований за координатами 42°17′47″ пн. ш. 87°54′51″ зх. д. / 42.29639° пн. ш. 87.91417° зх. д. (42.296301, -87.914143).  За даними Бюро перепису населення США в 2010 році селище мало площу 10,68 км², з яких 10,42 км² — суходіл та 0,27 км² — водойми.

## Демографія
Згідно з переписом 2010 року, у селищі мешкало 3866 осіб у 1152 домогосподарствах у складі 1037 родин. Густота населення становила 362 особи/км².  Було 1185 помешкань (111/км²).
Расовий склад населення:
| - 86,6 % — білих - 8,5 % — азіатів - 1,4 % — чорних або афроамериканців - 0,1 % — корінних американців |

До двох чи більше рас належало 2,9 %. Частка іспаномовних становила 3,3 % від усіх жителів.
За віковим діапазоном населення розподілялося таким чином: 31,5 % — особи молодші 18 років, 59,2 % — особи у віці 18—64 років, 9,3 % — особи у віці 65 років та старші. Медіана віку мешканця становила 42,7 року. На 100 осіб жіночої статі у селищі припадало 100,0 чоловіків;  на 100 жінок у віці від 18 років та старших — 96,8 чоловіків також старших 18 років.
Середній дохід на одне домашнє господарство  становив 201 363 долари США (медіана — 159 402), а середній дохід на одну сім'ю — 212 014 долари (медіана — 170 357). Медіана доходів становила 121 111 долар для чоловіків та 70 250 доларів для жінок. За межею бідності перебувало 4,1 % осіб, у тому числі 1,2 % дітей у віці до 18 років та 1,0 % осіб у віці 65 років та старших.
Цивільне працевлаштоване населення становило 1832 особи. Основні галузі зайнятості: освіта, охорона здоров'я та соціальна допомога — 21,1 %, виробництво — 20,9 %, науковці, спеціалісти, менеджери — 16,0 %.